# Zaterdagmoeders

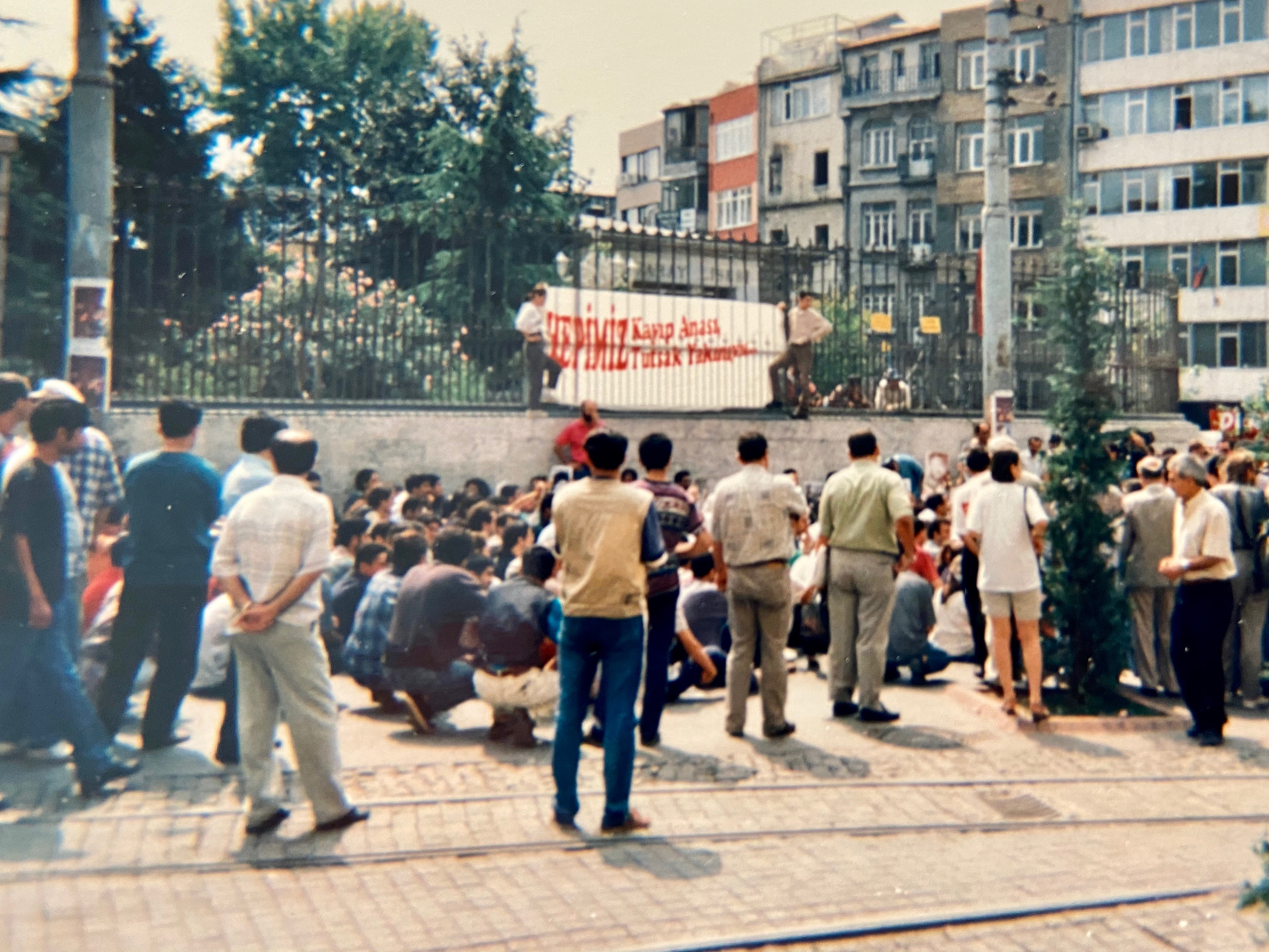
Zaterdagmoeders, circa 1995

Zaterdagmoeders (Turks: Cumartesi Anneleri) is een groep die elke zaterdag een half uur bijeenkomt in Istanboel om opheldering te vragen over hun verdwenen familieleden tijdens de verschillende militaire coups in de jaren ’80 en ’90 van de vorige eeuw. Naar verluidt beïnvloed door de Argenstijnse Dwaze Moeders, vond de eerste sit-in plaats op 27 mei 1995.

## Geschiedenis
De Zaterdagmoeders verzamelen iedere zaterdag om 12 uur 's middags op het Galatasarayplein, Istanboel, waar ze tijdens een herdenkingswake foto's tonen van hun verloren geliefden.
Het zijn voornamelijk moeders van slachtoffers die samenkomen en staan bekend als een model van burgerlijke ongehoorzaamheid. Ze combineren stille sit-ins met gemeenschappelijke wake als hun methode van protest tegen de gedwongen verdwijningen en politieke moorden in Turkije tijdens de staatsgreep van de jaren 1980. Op 25 oktober 2014 hielden ze hun 500ste sit-in-protest.
Hun eerste zitting vond plaats op 27 mei 1995. Na bijna elke week gewelddadig aangepakt te zijn door de politie, werden zij op 13 maart 1999 gedwongen hun protest te stoppen. Ze hervatten hun protesten op 31 januari 2009. De groep, die begon met ongeveer dertig mensen, groeide uit tot duizenden deelnemers. Op 25 augustus 2018 verboden de Turkse autoriteiten de bijeenkomst. Na de aankondiging werden de Zaterdagmoeders tijdens hun 700ste vreedzame protest geconfronteerd met politiegeweld en werden verschillende deelnemers aangehouden. De Turkse autoriteiten beweren dat het protest van de Zaterdagmoeders gekaapt werd door terreurgroepen, wijzend op het feit dat details van hun 700e sit-in gepost waren op sociale media die sympathiek stonden tegenover de Koerdische terreurgroep PKK.

### Ontmoeting met premier Erdogan
In februari 2011 nodigde premier Recep Tayyip Erdoğan de zaterdagmoeders uit naar zijn werkkamer in Istanboel om naar het verzoek van de moeders te luisteren. Erdoğan zei dat hij als overheid alles in het werk zal stellen om het lijden van familieleden te verlichten, maar dat het niet eenvoudig is om resultaten te bereiken in gevallen die ouder dan 30 jaar zijn. Hij merkte echter op dat dit geen excuus kon zijn en dat de nodige inspanningen zouden worden geleverd.

## Eisen
De belangrijkste eisen van de Zaterdagmoeders zijn onder meer:
- bewustmaking van door de staat gesponsord geweld, militarisering en militarisme in Turkije,
- de archieven van staatsdocumenten moeten worden opengesteld voor openbare beoordeling, om door de overheid gesponsorde politieke moorden aan het licht te brengen,
- het doorvoeren van wijzigingen in het Turkse strafrecht om het verjaringsstatuut voor politieke moorden en gedwongen verdwijningen op te heffen,
- Turkije moet het 'Internationaal Verdrag inzake de bescherming van alle personen tegen gedwongen verdwijning' ondertekenen.